# Ahmed Soultan
Ahmed Soultan (en chleuh : ⵃⵎⴰⴷ ⵙⵍⵟⴰⵏ, en arabe : أحمد سلطان) est un chanteur marocain chleuh né le 17 juin 1978 à Taroudant.

## Biographie
Ahmed Soultan naît à Taroudant le 17 juin 1978.
En 2005, il réalise son premier album, Tolerance. Après son second album, Code, en 2009, il commence à jouir d'une certaine renommée, faisant les premières parties de Tiken Jah Fakoly. Il réalise son troisième album en 2014. Fin 2015, il collabore avec neuf autres artistes — DJ VAN, Asma Lmnawar, Don Bigg, Ahmed Chaouki, Douai, Nabyla Maan, Khansa Batma, Hamid El Kasri et Rachida Talal — à Kafana Soukout, un morceau pour la sécurité routière subventionné par Renault Maroc.
En 2016, Il coanime la cérémonie des All Africa Music Awards (AFRIMA) aux côtés de Bonang Matheba (Afrique du Sud) et Ika de jong, un événement majeur célébrant la musique africaine qui s’est tenue à Lagos.

## Discographie

### Singles
- Bent Nass
- My Jailer
- I Hena El Hal - Denia Hania - It's AlIka de jong (RD.congo)

Ahmed Soultan a été élu meilleur artiste de pop aux Méditel Morocco Music Awards de 2013 et 2014, ainsi qu’aux MTV EMA de 2012 et 2013. Il a aussi fait partie de la liste des « 13 célébrités africaines à surveiller » du magazine Forbes en 2013, raison pour laquelle il a séduit Virgin Megastore.